# CrossOver
CrossOver (ранее CrossOver Office) — программа, позволяющая запускать многие приложения, написанные для ОС Microsoft Windows в ОС Linux и macOS, при этом наличие установленной Windows не требуется.

## Описание
CrossOver создаётся компанией CodeWeavers на основе исходных кодов свободного аналога — Wine. При этом сам он является коммерческим продуктом. Разработчики CodeWeavers добавляют собственные заплатки, а также графические утилиты конфигурации. Кроме того компания нанимает нескольких разработчиков Wine, а также возвращает многие свои наработки в свободный проект.
CrossOver отличается от Wine более узкой направленностью: он нацелен на поддержку наиболее востребованных офисных и иных приложений Windows, таких как Microsoft Office разных версий, Microsoft Internet Explorer, Lotus Notes, Adobe Photoshop и другие. Но зато совместимость с этими приложениями тщательно тестируется и отлаживается, так что их работа обычно бывает стабильнее, чем в Wine.
Существует также версия «CrossOver Games», созданная для запуска популярных игр для ОС Windows. В октябре 2015 года была показана версия CrossOver для Android, а в июле 2016 года — для Chrome OS.